# غايتانو كاريدي
غايتانو كاريدي (بالإيطالية: Gaetano Caridi)‏ (22 يوليو 1980 في إيطاليا - ) هو لاعب كرة قدم إيطالي في مركز الوسط. لعب مع نادي أفيلينو ونادي برو فيرتشيلي ونادي ريجينا ونادي كريمونيسي ونادي كياسو ونادي مانتوفا وسيتا دي بونتيديرا وSSD Virtus CiseranoBergamo 1909 ‏ ونادي غروسيتو.

## روابط خارجية
- غايتانو كاريدي على موقع قاعدة بيانات كرة القدم.إي يو (الإنجليزية)
- غايتانو كاريدي على موقع Soccerway.com (الإنجليزية)